# Glaslaser
Een glaslaser is een vastestoflaser waarbij het actief medium uit gedopeerd glas bestaat.
Glas is goedkoper dan YAG (yttrium-aluminium-granaat) maar vertoont minder goede thermische eigenschappen. Een glaslaser biedt dus een goedkoper alternatief voor een YAG-laser in toepassingen met laag vermogen, dus gepulst met lage frequentie. Net als bij YAG zijn er drie typen:
- Nd-glaslaser
- Er-glaslaser
- Ho-glaslaser

De Nd:glaslaser is de efficiëntste van de drie. Alle drie de lasers zenden licht uit in het infrarood, maar de golflengten zijn anders. De Er:glaslaser en de Ho:glaslaser vinden toepassingen in de chirurgie, omdat de golflengte goed aansluit bij de absorptie van weefsels. Nd:glas heeft toepassingen in de meettechniek.